# Atissa suturalis
Atissa suturalis är en tvåvingeart som beskrevs av Cresson 1929. Atissa suturalis ingår i släktet Atissa och familjen vattenflugor. Inga underarter finns listade i Catalogue of Life.